# Christian Nilsson (golfspelare)
Christian Nilsson, född 25 maj 1979 i Karlstad, är en svensk professionell golfspelare. Han blev professionell golfspelare 1999, och hade då ett handicap på 3.